# Yax Nuun Ahiin I
Yax Nuun Ahiin I, también conocido como Hocico de Rizo y Nariz de Rizo (fallecido 17 de junio del 404?), fue un gobernante del siglo IV de la cultura maya de la ciudad de Tikal. Su nombre cuando es descifrado es YAX-?-AH:N, traducido como "Primero (Primer) ? Cocodrilo". Tomó el trono el 12 de septiembre del 379, reinando hasta su muerte. Es referido por el título maya ajaw, que significa «señor».

## Biografía
Yax Nuun Ayiin  fue hijo de Búho Lanza dardos, un señor de Teotihuacán (probablemente fuera el rey de la ciudad) en México central. La instauración de un noble teotihuacano en el trono de Tikal define un punto supremo de Teotihuacán en la influencia en las tierras bajas de los mayas. Se cree que Yax Nuun Ahiin I pudo  haber sido aun  niño  o joven  al tiempo de su coronación, y en los primeros años tempranos de su reinado aparenta ser que fuera dominado por uno de los generales de su padre, Sihyaj K'ahk',  en una clase de regencia. Sihyaj K'ahk' está grabado al momento de ingresar  Tikal el 15 de mayo del 378, coincidiendo con la fecha de la muerte del gobernante anterior, Chak Tok Ich'aak I;  parece ser  que este acontecimiento pudo  haber sido una conquista  en la cual Yax Nuun Ayiin I fuera instalado a la fuerza.
Dos monumentos en Tikal, la Estela 4 y la Estela 18, están asociadas con el rey Yax Nuun Ahiin I. Ambas estelas lo representan con un atuendo mexicano en lugar de uno maya, demostrando su origen Teotihuacano. También se le hace mención en la Estela 31, siendo levantado por su hijo Sihyaj Chan K'awiil II, descrito como un teotihuacano portando un lanza dardos y un escudo cuadrado decorado con el rostro de deidades centrales mexicanas. Los títulos de su mujer indican que  pudo haber sido una mujer maya, presuntamente escogida para integrar su linaje de sangre con las élites locales.

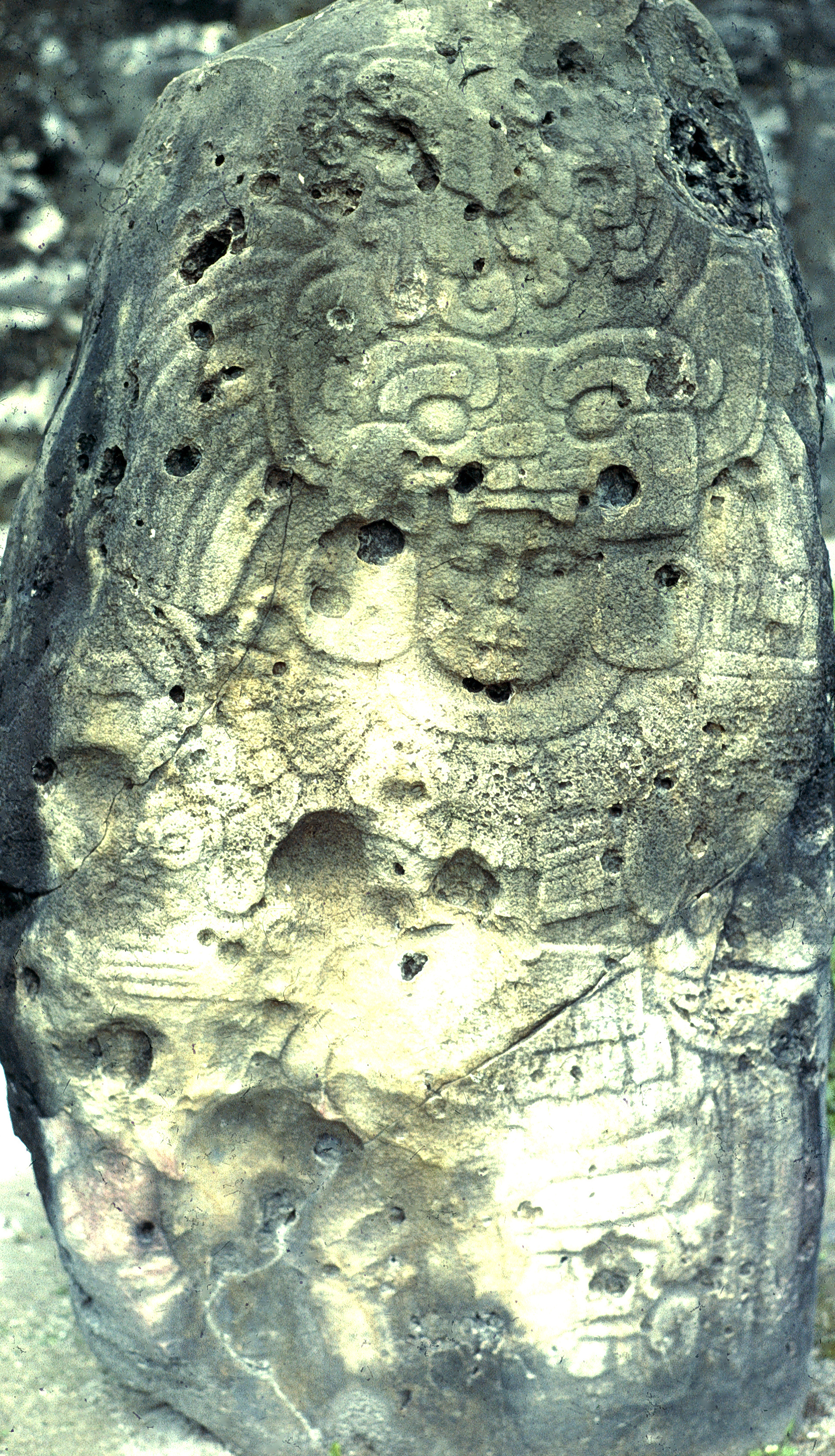
Estela 4, erigida en Tikal, menciona a Yax Nuun Ayiin I

No está claro cuándo Yax Nuun Ayiin  I fallece. La estela 31 indica en  el texto que su entierro tuvo lugar en el año 404, aunque el texto de otra escultura conocida como el Hombre de Tikal sugiere que  vivió  hasta noviembre del 406. Por otro lado, la ceremonia de K'atún de mayo 406, la cual normalmente sería presidida por el gobernante, está grabado cuando es presidida  por un individuo de casta superior desconocido llamado Sihyaj Chan K'inich. Esto sugiere que  pudo haber habido un interregnum, posiblemente con Sihyaj Chan K'inich gobernando temporalmente como regente, antes que Sihyaj Chan K'awiil II fuera entronizado en noviembre 411.

## Tumba
La tumba de Yax Nuun Ayiin I, conocida como "Entierro 10", fue descubierta por arqueólogos de la Universidad de Pensilvania en los años 1950s. Fue encontrado en lo  profundo dentro de un templo construido al pie del Acrópolis Norte y representa uno de los más espectaculares entierros mayas los entierros todavía descubiertos.